# 藤谷壮
藤谷 壮（ふじたに そう、1997年10月28日 - ）は、兵庫県神戸市出身のサッカー選手。レイラック滋賀FC所属。ポジションは右サイドバック。
プロサッカー選手の藤谷匠は実兄。

## 来歴

### プロ入り前
小学生年代からヴィッセル神戸のアカデミーで育ち、2014年、15年と2年連続でトップチームに2種登録され、2015年4月12日J1・1stステージ第5節ヴァンフォーレ甲府戦で途中出場で初出場。17歳5か月15日でクラブの最年少出場記録を更新した。

### ヴィッセル神戸
2016年シーズンよりヴィッセル神戸のトップチームに昇格。神戸ジュニア（現U-12）からは初の昇格となった。
2017年4月12日、ルヴァンカップ第2節の横浜F・マリノス戦で同シーズン初先発を果たした。5月10日、ルヴァン杯第5節のヴァンフォーレ甲府戦では1アシストを含む2得点に絡む活躍を見せた。6月9日、5月3日に行われたサガン鳥栖戦にて規定出場時間に達し、A契約に移行したことが発表された。2017シーズン終了後に「2017ヤナセ ヤングヴィッセル賞」を受賞した。

### ギラヴァンツ北九州
2021年よりギラヴァンツ北九州に完全移籍。移籍初年度は公式戦13試合の出場にとどまったが、チームがJ3降格した2022年はチーム唯一の公式戦全試合出場を果たす。

### 松本山雅FC
2023年より松本山雅FCに完全移籍。
2023年8月19日に行われたJ3第23節、鹿児島ユナイテッドFC戦に先発出場すると、前半13分にプロ初ゴールを記録した。
2024年5月6日に敵地で行われたJ3第13節、大宮アルディージャ戦では0-0だった後半34分に浅川隼人の得点をアシスト、そしてその1分後には自らも得点を挙げる活躍を見せ、当時無敗だった首位大宮相手への勝利に大きく貢献した。
2024年12月8日に契約満了を発表した。

### レイラック滋賀FC
2024年12月29日にJFLのレイラック滋賀FCに移籍を発表

## プレースタイル
ヴィッセル神戸入団時のプレーの特徴は、身体能力を活かしたボール奪取から、スピードを活かした攻撃参加が持ち味のサイドバック。

## 所属クラブ
- 2004年 - 2006年 北五葉SC（神戸市立北五葉小学校）[1]
- 2007年 - 2009年 ヴィッセル神戸ジュニア（神戸市立北五葉小学校）[1]
- 2010年 - 2012年 ヴィッセル神戸U-15（神戸市立鈴蘭台中学校）[1]
- 2013年 - 2015年 ヴィッセル神戸U-18（神戸市立科学技術高校）[1]
  - 2015年 ヴィッセル神戸 (2種登録選手)
- 2016年 - 2020年  ヴィッセル神戸
- 2021年 - 2022年  ギラヴァンツ北九州
- 2023年 - 2024年  松本山雅FC
- 2025年 -   レイラック滋賀FC

## 個人成績
| 国内大会個人成績 | 国内大会個人成績 | 国内大会個人成績 | 国内大会個人成績 | 国内大会個人成績 | 国内大会個人成績 | 国内大会個人成績 | 国内大会個人成績 | 国内大会個人成績 | 国内大会個人成績 | 国内大会個人成績 | 国内大会個人成績 |
| 年度             | クラブ           | 背番号           | リーグ           | リーグ戦         | リーグ戦         | リーグ杯         | リーグ杯         | オープン杯       | オープン杯       | 期間通算         | 期間通算         |
| 年度             | クラブ           | 背番号           | リーグ           | 出場             | 得点             | 出場             | 得点             | 出場             | 得点             | 出場             | 得点             |
| 日本             | 日本             | 日本             | 日本             | リーグ戦         | リーグ戦         | リーグ杯         | リーグ杯         | 天皇杯           | 天皇杯           | 期間通算         | 期間通算         |
| ---------------- | ---------------- | ---------------- | ---------------- | ---------------- | ---------------- | ---------------- | ---------------- | ---------------- | ---------------- | ---------------- | ---------------- |
| 2015             | 神戸             | 35               | J1               | 5                | 0                | 1                | 0                | 2                | 0                | 8                | 0                |
| 2016             | 神戸             | 34               | J1               | 0                | 0                | 0                | 0                | 0                | 0                | 0                | 0                |
| 2017             | 神戸             | 34               | J1               | 16               | 0                | 4                | 0                | 3                | 0                | 23               | 0                |
| 2018             | 神戸             | 34               | J1               | 13               | 0                | 4                | 0                | 0                | 0                | 0                | 17               |
| 2019             | 神戸             | 34               | J1               | 7                | 0                | 3                | 0                | 3                | 0                | 13               | 0                |
| 2020             | 神戸             | 44               | J1               | 11               | 0                | 1                | 0                | -                | -                | 12               | 0                |
| 2021             | 北九州           | 44               | J2               | 13               | 0                | -                | -                | 0                | 0                | 13               | 0                |
| 2022             | 北九州           | 44               | J3               | 34               | 0                | -                | -                | 1                | 0                | 35               | 0                |
| 2023             | 松本             | 48               | J3               | 33               | 1                | -                | -                | -                | -                | 33               | 1                |
| 2024             | 松本             | 48               | J3               | 19               | 1                | 2                | 0                | -                | -                | 21               | 1                |
| 2025             | 滋賀             | 44               | JFL              |                  |                  | -                | -                |                  |                  |                  |                  |
| 通算             | 日本             | 日本             | J1               | 52               | 0                | 13               | 0                | 8                | 0                | 73               | 0                |
| 通算             | 日本             | 日本             | J2               | 13               | 0                | -                | -                | 0                | 0                | 13               | 0                |
| 通算             | 日本             | 日本             | J3               | 86               | 2                | 2                | 0                | 1                | 0                | 89               | 2                |
| 通算             | 日本             | 日本             | JFL              |                  |                  | -                | -                |                  |                  |                  |                  |
| 総通算           | 総通算           | 総通算           | 総通算           | 151              | 2                | 15               | 0                | 9                | 0                | 175              | 2                |

- 2015年は2種登録選手

| 国際大会個人成績 | 国際大会個人成績 | 国際大会個人成績 | 国際大会個人成績 | 国際大会個人成績 |
| 年度             | クラブ           | 背番号           | 出場             | 得点             |
| AFC              | AFC              | AFC              | ACL              | ACL              |
| ---------------- | ---------------- | ---------------- | ---------------- | ---------------- |
| 2020             | 神戸             | 44               | 2                | 0                |
| 通算             | AFC              | AFC              | 2                | 0                |

## タイトル

### クラブ
ヴィッセル神戸U-18
- 高円宮杯U-18サッカーリーグ プレミアリーグ WEST（2013年）

ヴィッセル神戸
- 天皇杯 JFA 全日本サッカー選手権大会：1回（2019年）
- FUJI XEROX SUPER CUP：1回 (2020年)

### 代表
U-19日本代表
- AFC U-19選手権（2016年）

## 代表歴
- U-18日本代表
  - Panda Cup（2015年）
- U-19日本代表
  - AFC U-19選手権（2016年）
- U-20日本代表
  - ドイツ遠征（2017年）
  - FIFA U-20ワールドカップ（2017年）
  - AFC U-23選手権2018 (予選)（2017年）
- U-21日本代表
  - AFC U-23選手権（2018年）
  - スポーツ・フォー・トゥモロー（SFT）プログラム 南米・日本U-21サッカー交流（2018年）
  - トゥーロン国際大会（2018年）
  - ドバイカップU-23（2018年）
- U-22日本代表
  - AFC U-23選手権2020 (予選)（2019年）